# Akrilamid
Az akrilamid szerves vegyület, képlete CH2=CHC(O)NH2. IUPAC neve prop-2-énamid. Fehér, szagtalan szilárd anyag, vízben és számos szerves oldószerben is oldódik. Iparilag a poliakrilamidok gyártásához használják, melyeket vízoldható sűrítőanyagként és flokkulálószerként számos célra alkalmaznak. Rendkívül mérgező vegyület, részben emiatt elsősorban vizes oldat formájában kezelik. Jelentős figyelmet kapott esetleges biológiai hatása, miután felfedezték, hogy egyes sült ételekben is megtalálható.

## Előállítása
Előállítható az akrilnitril hidrolízisével. A reakció kénsavval és különféle fémsókkal, valamint a nitril hidratáz enzimmel is katalizálható. Az USA akrilamid igénye 2007-ben 115 000 tonna volt, szemben a 2006-os 111 000 tonna mennyiséggel.
Egyes sült ételekben egy, az aszparagin aminosav és a glükóz közötti kondenzációval kezdődő reakciósorozat termékeként keletkezik. Ezt a Maillard-reakciók körébe tartozó kondenzációs lépést dehidrogéneződés követi, ennek terméke N-(D-glükoz-1-il)-L-aszparagin, melyből pirolízis során valamennyi akrilamid is keletkezik.

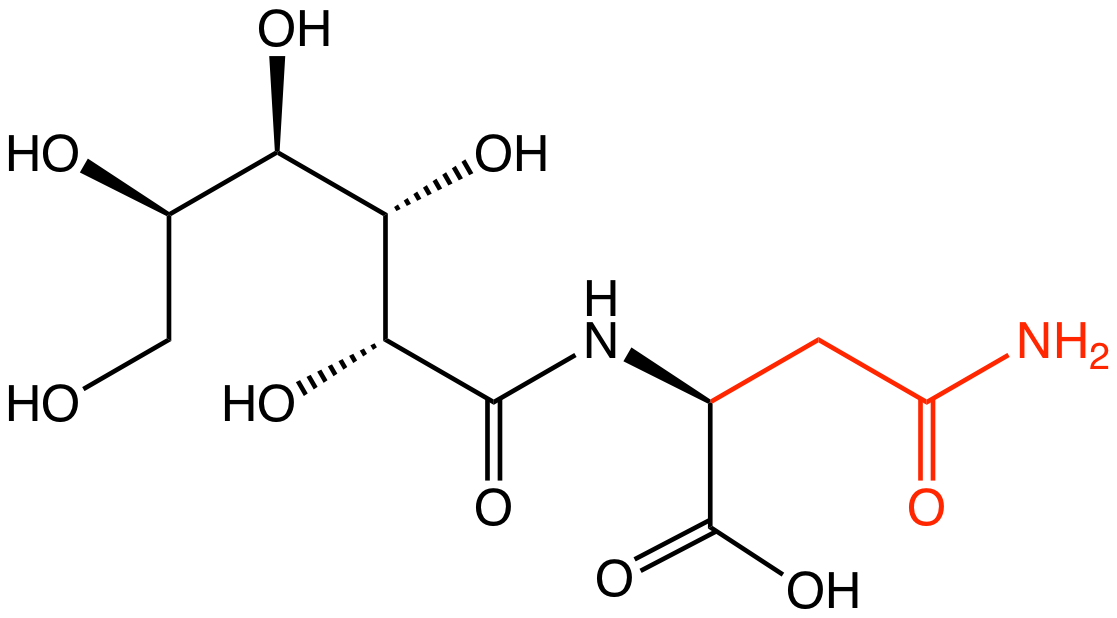
N-(D-glükoz-1-il)-L-aszparagin, a sült ételekben keletkező akrilamid prekurzora

## Felhasználása
Az akrilamidból főként különböző polimereket, elsősorban poliakrilamid gyártanak, ezek nagy részét vízkezeléshez használják fel.

## Mérgező és rákkeltő hatása

### Szabályozása az USA-ban
Az USA-ban az akrilamidot a rendkívül veszélyes anyagok közé sorolják, a jelentős mennyiséget gyártó, tároló vagy felhasználó üzemekre szigorú jelentési kötelezettségek vonatkoznak.
Az USA kormányzati ügynökségei lehetséges foglalkoztatási eredetű rákkeltőnek tekintik, a WHO Nemzetközi Rákkutatási Hivatala (IARC) a 2A osztályú karcinogének közé sorolja. Az USA munkavédelmi hatósága (OSHA) és foglalkozás-egészségi és munkabiztonsági intézete (NIOSH) nyolc órás munkanapra bőrön keresztül történő kitettségre 0,03 mg/m³ határértéket állapított meg. Állatmodellekben az akrilamidnak való kitettség tumorokat kelt a mellékvesékben, pajzsmirigyben, tüdőkben és a herékben. Bőrön keresztül könnyen felszívódik és az egész testben eloszlik, legnagyobb mennyiségben a vérben, bőrben, vesékben, májban, herékben és a lépben található meg. A citokróm P450 metabolikusan aktiválhatja, bomlásterméke a genotoxikus glicidamid, amit az akrilamid rákkeltő hatása szempontjából kulcsfontosságúnak tartanak. Ugyanakkor az akrilamid és a glicidamid is ártalmatlanítható glutationnal történő konjugáció révén, amikor is akrilamid- és izomer glicidamid-glutation konjugát keletkezik, melyek azután merkapturinsavvá metabolizálódnak és a vizelettel távoznak. Az akrilamidnak kitett emberek esetén neurotoxicitást is megfigyeltek. Állatkísérletek neurotoxikus hatást és a sperma mutációját is kimutatták.

## Veszélyei
Bőrirritáló és daganatot keltő hatása is lehet a bőrben, ami növelheti a bőrrák kialakulásának kockázatát. Az akrilamidnak való kitettség tünetei közé tartozik az érintett területen jelentkező dermatitisz és perifériás neuropátia.
Laboratóriumi kutatások szerint egyes fitokemikáliákból elképzelhető, hogy olyan gyógyszert lehet fejleszteni belőle, mely enyhítheti az akrilamid toxicitását.

## Előfordulása élelmiszerekben és ennek egészségi kockázata

### Az akrilamid felfedezése az élelmiszerekben

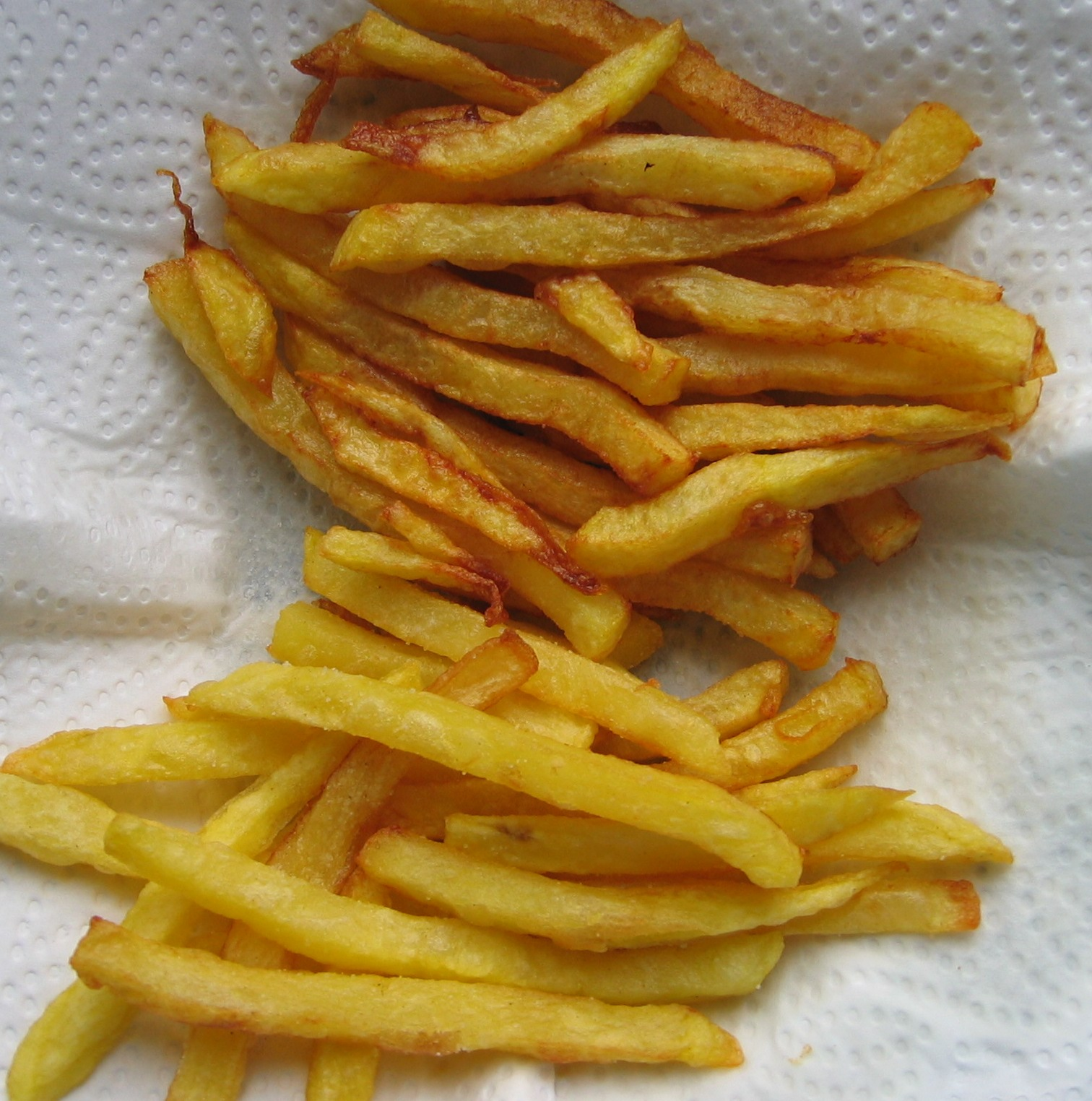
Forró sült krumpli

Az élelmiszerek akrilamid tartalmát 2002 áprilisában mutatta ki Eden Tareke eritreai kutató Svédországban, keményítőt tartalmazó élelmiszerekben. Ilyen többek között a burgonyaszirom (chips), sült krumpli és kenyér, 120 °C hőmérséklet felett sütve (a sütés során keletkező akrilamid mennyiségéről kimutatták, hogy függ a hőmérséklettől). Nem található azonban akrilamid a főtt vagy olyan élelmiszerekben, amelyeket nem hőkezeltek.
Kimutatták a pörkölt árpateában (japánul mugicha) is. Az árpát megpörkölik, így vízben áztatás előtt sötétbarna színű. A pörkölés révén a mugichában 200–600 mikrogramm/kg akrilamid található. Ez kevesebb, mint az ugyanebben a tanulmányban vizsgált burgonyaszirom és más olajban sült, krumpliból készült rágcsálnivalókban mért >1000 mikrogramm/kg érték, és az sem egyértelmű, hogy ebből az ital elfogyasztásával mennyi kerül a szervezetbe. A rizskekszekben és az édesburgonyában kevesebet mértek, mint a krumpliban. Az egészben sütött burgonyában jóval kevesebb akrilamidot mutattak ki, mint a más krumpliból készült élelmiszerekben, ami arra utalhat, hogy az elkészítés módja és az akrilamid mennyisége között összefüggés lehet.
Az akrilamid mennyisége növekedni látszik, ha az ételt hosszabb ideig hőkezelik. Bár a kutatók még nem ismerik pontosan az akrilamid ételekben történő keletkezésének mechanizmusát, többen úgy vélik, hogy az a Maillard-reakció mellékterméke. Az olajban vagy sütőben sütött termékeknél az aszparagin és a redukáló cukrok (fruktóz, glükóz stb.) vagy reaktív karbonilvegyületek közötti, 120 °C feletti hőmérsékleten végbemenő reakció terméke lehet.
Újabb vizsgálatok akrilamidot találtak a fekete olívabogyóban, száraz aszalt szilvában, aszalt körtében, kávéban és földimogyoróban.
Az amerikai Élelmiszer- és Gyógyszerfelügyelet (FDA) 2002 óta több amerikai élelmiszertermékben is vizsgálta az akrilamid mennyiségét.
Az Európai Élelmiszerbiztonsági Hatóság szerint az akrilamid fő toxicitási kockázatai a „neurotoxicitás, a férfiak nemzőképességére gyakorolt káros hatás, fejlődési toxicitás és karcinogenicitás”. Vizsgálatuk szerint ugyanakkor a nem neoplasztikus hatások nem adnak okot aggodalomra. Ezen kívül, bár az akrilamid fogyasztása és a rák közötti kapcsolat patkányokban és egerekben igazolást nyert, még mindig nem egyértelmű, hogy az akrilamid bevitele hatással van-e az emberben kialakuló rák kockázatára. Az eddigi humán epidemiológiai vizsgálatok erősen korlátozottak és semmilyen kapcsolatot nem mutatnak az akrilamid és az embereknél jelentkező rák között. Az átlagoshoz képest kétszeres mennyiségű akrilamidnak kitett élelmiszeripari dolgozóknál nem magasabb a rák előfordulási aránya.

### Beviteli határértéke
Bár az akrilamid mérgező az idegrendszerre és a termékenységre nézve, az ENSZ és WHO Élelmezésügyi és Mezőgazdasági Világszervezete (FAO) egy 2002 júniusi jelentésében arra a megállapításra jutott, hogy az akrilamiddal naponta átlagosan bevitt mennyiség (1 μg/testtömeg kg/nap) a neuropátia kiváltásához szükséges mennyiségnek (0,5 mg/testtömeg kg/nap) 500-ad, a termékenységre gyakorolt hatás kiváltásához szükségesnek pedig 2000-ed része. Ezek alapján arra a megállapításra jutottak, hogy az élelmiszerek akrilamidtartalma a neuropátia szempontjából biztonságos, de az állatkísérletekben tapasztalt rákkeltő hatás miatt aggályaikat fejezték ki az esetleges emberi rákkeltő kockázat miatt.

### Egészségügyi szervezetek véleményei
Az American Cancer Society szerint a 2016-os ismeretek alapján nem egyértelmű, hogy az akrilamid bevitele növeli-e a rák kialakulásának kockázatát.
Az Egészségügyi Világszervezet (WHO) has set up a clearinghouse for information about acrylamide that includes a database of researchers and data providers; references for research published elsewhere; information updates about the current status of research efforts; and updates on information relevant to the health risk of acrylamide in food.
2009 februárjában a Health Canada bejelentette, hogy vizsgálják a sültkrumpli, burgonyachips és más feldolgozott élelmiszerek sütésekor természetesen előforduló akrilamid egészségre gyakorolt veszélyeit, valamint hogy szükséges-e ezzel kapcsolatban hatósági intézkedést hozni. A 2017-es helyzet szerint a gyártókkal és más kormányokkal együtt dolgoznak azon, hogy csökkentsék a feldolgozott élelmiszerek akrilaid tartalmát. 2009 decemberében, az élelmiszeripartól kapott pozitív fogadtatás után a Health Canada nyilvános konzultációt indított a javaslatról. Az Európai Vegyianyag-ügynökség (ECHA) 2010 márciusában felvette a különös aggodalomra okot adó anyagok listájára.

#### Az ételekben hő hatására keletkező toxikus anyagok tanulmánya (HEATOX study)
Az ételekben hő hatására keletkező toxikus anyagok (HEATOX) projekt az Európai Bizottság által támogatott multidiszciplináris kutatási projekt 2003 végétől 2007 elejéig tartott, célja „megbecsülni a hőkezelt élelmiszerekben lévő veszélyes vegyületek lehetséges kockázatát [, valamint] olyan sütési/főzési/elkészítési módszereket találni, melyek minimálisra csökkentik e vegyületek mennyiségét, ezáltal biztonságos, tápláló és kiváló minőségű élelmiszert biztosítva.” A tanulmány megállapításai szerint „erősödtek a bizonyítékai annak, hogy az akrilamid az emberek számára rákkeltő kockázati tényező", továbbá „számos szabályozott, az élelmiszerekben előforduló karcinogénnel összehasonlítva az akrilamidnak való kitettség kockázatát nagyobbnak becsülik az európai fogyasztók számára”. A HEATOX arra is megoldást keresett, hogy a fogyasztók hogyan csökkenthetik az akrilamid bevitelét, és kifejezetten rámutattak arra, hogy a házilag készített ételek jellemzően jóval kisebb mennyiségű akrilamidot tartalmaznak, mint az iparilag készítettek, valamint hogy az otthoni kockázat csökkentésének legjobb módja a túlsütés elkerülése.

### Lakossági tudatosság
2002 április 24-én a Svéd élelmiszerbiztonsági hivatal bejelentette, hogy a sütőben és olajban sütött keményítőtartalmú ételekben, mint a burgonyachips, kenyér és (pék)sütemények, akrilamid található. Az aggályok főként az akrilamid valószínűleg rákkeltő hatásai miatt merültek fel. A sajtó részéről a bejelentést erős, de gyorsan lecsengő érdeklődés övezte. 2005. augusztus 26-án Bill Lockyer főügyész pert indított 9 cég ellen, hogy tüntessék fel termékeiken, hogy azok akrilamidot tartalmaznak, amely esetleg rákot okozhat. A per 2008. augusztus 1-én azzal a megállapodással ért véget, hogy a cégek három éven belül 275 ppb alá csökkentik az akrilamid koncentrációját, elkerülendő, hogy a termék veszélyeire való figyelmeztetést kelljen feltüntetniük. A cégek elfogadták, hogy összesen 3 millió dollár bírságot fizetnek, így megelőzve azt, hogy bírósági tárgyalásra kerüljön a sor.
Az Európai Unióban 2018. április 11-től alkalmazandó az élelmiszerek akrilamid-tartalmának csökkentésével kapcsolatos kockázatcsökkentő intézkedések
és referenciaszintek megállapításáról szóló (2017/2158-as) Európai Bizottsági rendelet, mely részletes intézkedéseket és referenciaszinteket ír elő.
2018-ban egy kaliforniai bíró ítélete szerint a kávéipar szereplői nem tudtak elegendő bizonyítékot szolgáltatni arra nézve, hogy a kávéban az akrilamid szintje kellően biztonságos, ezért a fogyasztókat erre figyelmeztetni kell.

## Előfordulása más termékekben

### Cigaretta
A dohányzás jelentős akrilamid forrás, egy tanulmány szerint a vér akrilamid szintjében háromszor akkora növekedést okoz, mint bármilyen étrendi tényező.

## Fordítás
Ez a szócikk részben vagy egészben  az   Acrylamide című angol Wikipédia-szócikk ezen változatának fordításán alapul.  Az eredeti cikk szerkesztőit annak laptörténete sorolja fel. Ez a jelzés csupán a megfogalmazás eredetét és a szerzői jogokat jelzi, nem szolgál a cikkben szereplő információk forrásmegjelöléseként.

## Külső hivatkozások
- Scientific Opinion on acrylamide in food - EFSA Journal, 4. Juni 2015